# 24 sata Le Mansa 2017.
Utrka 24 sata Le Mansa, službeno 85e 24 Heures du Mans, održana je na stazi Circuit de la Sarthe u Le Mansu u Francuskoj. Bilo je to 85. izdanje ove utrke, a Porsche s automobilom broj 2 kojim su upravljali Nijemac Timo Bernhard, te Novozelanđani Earl Bamber i Brendon Hartley, je ostvario treću pobjedu za redom, te ukupno 19. na ovoj utrci.
Japanac Kamui Kobayashi odvozio je najbrži krug u povijesti utrke, čime je Toyotu stavio na prvo startno mjesto. Kobayashi je odvozio krug u vremenu 3:14.791, među ostalim zahvaljujući i činjenici da u njemu nije imao nikakvog prometa, što objašnjava i ogromnu prednost koju je imao ispred drugoplasirane posade Porschea koja je kasnila 2.468 sekundi. Novi rekord staze bio je 2.096 sekundi brži od dosadašnjeg rekorda Neela Janija u Porscheu iz 2015.
Toyotin automobil broj 7, koji su osim Kobayashija vozili Britanac Mike Conway i Francuz Stéphane Sarrazin, uvjerljivo je vodio s pole positiona, ali u desetom kvaru zaustavio ih je kvar na spojci. U tom trenutku Kobayashi je imao vodstvo veće od dvije minute. Treći Toyotin automobil odustao je ubrzo nakon što ih je pogodio Simon Trummer.
Nakon brojnih problema za automobile najviše klase LMP1, na kraju je slavio Porsche, za čijim su upravljačem bili Bernhard, Bamber i Hartley. Pobjednici LMP2 kategorije bili su drugoplasirani iz ukupnoga poretka Olivier Jarvis, Thomas Laurent i Ho-Pin Tung. U klasi GTE Pro pobijedio je Aston Martin, a u klasi GTE Amateur slavio je Ferrari.

## Rezultati utrke
Zelenom bojom označeni su pobjednici u svojim klasama.
| Poz. | Klasa     | Br. | Momčad                     | Vozači                                                   | Šasija                      | Motor                         | Gume | Krugovi |
| ---- | --------- | --- | -------------------------- | -------------------------------------------------------- | --------------------------- | ----------------------------- | ---- | ------- |
| 1.   | LMP1      | 2   | Porsche LMP Team           | Timo Bernhard Brendon Hartley Earl Bamber                | Porsche 919 Hybrid          | Porsche 2.0 L Turbo V4        | M    | 367     |
| 2.   | LMP2      | 38  | Jackie Chan DC Racing      | Ho-Pin Tung Thomas Laurent Oliver Jarvis                 | Oreca 07                    | Gibson GK428 4.2 L V8         | D    | 366     |
| 3.   | LMP2      | 13  | Vaillante Rebellion        | Nelson Piquet Jr. Mathias Beche David Heinemeier Hansson | Oreca 07                    | Gibson GK428 4.2 L V8         | D    | 364     |
| 4.   | LMP2      | 37  | Jackie Chan DC Racing      | David Cheng Tristan Gommendy Alex Brundle                | Oreca 07                    | Gibson GK428 4.2 L V8         | D    | 363     |
| 5.   | LMP2      | 35  | Signatech Alpine Matmut    | Nelson Panciatici Pierre Ragues André Negrão             | Alpine A470                 | Gibson GK428 4.2 L V8         | D    | 362     |
| 6.   | LMP2      | 32  | United Autosports          | William Owen Hugo de Sadeleer Filipe Albuquerque         | Ligier JS P217              | Gibson GK428 4.2 L V8         | D    | 362     |
| 7.   | LMP2      | 40  | Graff                      | James Allen Richard Bradley Franck Matelli               | Oreca 07                    | Gibson GK428 4.2 L V8         | D    | 361     |
| 8.   | LMP2      | 24  | CEFC Manor TRS Racing      | Tor Graves Jonathan Hirschi Jean-Éric Vergne             | Oreca 07                    | Gibson GK428 4.2 L V8         | D    | 360     |
| 9.   | LMP1      | 8   | Toyota Gazoo Racing        | Sébastien Buemi Kazuki Nakajima Anthony Davidson         | Toyota TS050 Hybrid         | Toyota 2.4 L Turbo V6         | M    | 358     |
| 10.  | LMP2      | 47  | Cetilar Villorba Corse     | Andrea Belicchi Roberto Lacorte Giorgio Sernagiotto      | Dallara P217                | Gibson GK428 4.2 L V8         | D    | 353     |
| 11.  | LMP2      | 36  | Signatech Alpine Matmut    | Romain Dumas Gustavo Menezes Matt Rao                    | Alpine A470                 | Gibson GK428 4.2 L V8         | D    | 351     |
| 12.  | LMP2      | 34  | Tockwith Motorsports       | Philip Hanson Nigel Moore Karun Chandhok                 | Ligier JS P217              | Gibson GK428 4.2 L V8         | D    | 351     |
| 13.  | LMP2      | 17  | IDEC Sport Racing          | Patrice Lafargue Paul Lafargue David Zollinger           | Ligier JS P217              | Gibson GK428 4.2 L V8         | M    | 344     |
| 14.  | LMP2      | 29  | Racing Team Nederland      | Rubens Barrichello Jan Lammers Frits van Eerd            | Dallara P217                | Gibson GK428 4.2 L V8         | D    | 344     |
| 15.  | LMP2      | 21  | DragonSpeed - 10 Star      | Henrik Hedman Felix Rosenqvist Ben Hanley                | Oreca 07                    | Gibson GK428 4.2 L V8         | D    | 343     |
| 16.  | LMP2      | 33  | Eurasia Motorsport         | Jacques Nicolet Pierre Nicolet Erik Maris                | Ligier JS P217              | Gibson GK428 4.2 L V8         | D    | 341     |
| 17.  | LMP2      | 31  | Vaillante Rebellion        | Bruno Senna Nicolas Prost Julien Canal                   | Oreca 07                    | Gibson GK428 4.2 L V8         | D    | 340     |
| 18.  | LMGTE Pro | 97  | Aston Martin Racing        | Darren Turner Jonathan Adam Daniel Serra                 | Aston Martin V8 Vantage GTE | Aston Martin 4.5 L V8         | D    | 340     |
| 19.  | LMGTE Pro | 67  | Ford Chip Ganassi Team UK  | Harry Tincknell Andy Priaulx Pipo Derani                 | Ford GT                     | Ford EcoBoost 3.5 L Turbo V6  | M    | 340     |
| 20.  | LMGTE Pro | 63  | Corvette Racing - GM       | Jan Magnussen Antonio García Jordan Taylor               | Chevrolet Corvette C7.R     | Chevrolet 5.5 L V8            | M    | 340     |
| 21.  | LMGTE Pro | 91  | Porsche GT Team            | Richard Lietz Frédéric Makowiecki Patrick Pilet          | Porsche 911 RSR             | Porsche 4.0 L Flat-6          | M    | 339     |
| 22.  | LMGTE Pro | 71  | AF Corse                   | Davide Rigon Sam Bird Miguel Molina                      | Ferrari 488 GTE             | Ferrari F154CB 3.9 L Turbo V8 | M    | 339     |
| 23.  | LMGTE Pro | 68  | Ford Chip Ganassi Team USA | Joey Hand Tony Kanaan Dirk Müller                        | Ford GT                     | Ford EcoBoost 3.5 L Turbo V6  | M    | 339     |
| 24.  | LMGTE Pro | 69  | Ford Chip Ganassi Team USA | Ryan Briscoe Scott Dixon Richard Westbrook               | Ford GT                     | Ford EcoBoost 3.5 L Turbo V6  | M    | 337     |
| 25.  | LMGTE Pro | 64  | Corvette Racing - GM       | Oliver Gavin Tommy Milner Marcel Fässler                 | Chevrolet Corvette C7.R     | Chevrolet 5.5 L V8            | M    | 335     |